# Paşabahçe, Beykoz
Paşabahçe là một xã thuộc huyện Beykoz, tỉnh Istanbul, Thổ Nhĩ Kỳ. 